# جيف كارتر (لاعب هوكي الجليد)
جيف كارتر هو لاعب هوكي الجليد كندي، ولد في 1985 في لندن في كندا.

## وصلات خارجية
- جيف كارتر على موقع دوري الهوكي الوطني (الإنجليزية)
- جيف كارتر على موقع إي إس بي إن.كوم (أن.إتش.أل) (الإنجليزية)
- جيف كارتر على موقع قاعة مشاهير الهوكي (لاعب أن.إتش.أل) (الإنجليزية)
- جيف كارتر على موقع EliteProspects.com (الإنجليزية)
- جيف كارتر على موقع HockeyDB.com (الإنجليزية)
- جيف كارتر على موقع Hockey-Reference.com (الإنجليزية)
- جيف كارتر على موقع أوليمبيديا (الإنجليزية)